# Bungo, Japan

Bungo på en karta över Japans tidigare provinser.

Bungo är en tidigare provins på ön Kyushu, Japan. Den motsvarade ungefär dagens Ōita prefektur.
Bungo var ett av de länsriken där kristendomen tidigast vann starkare insteg under andra hälften av 1500-talet.